# ميغيل كوتو
ميغيل آنخيل كوتو فاسكويز (مواليد 29 أكتوبر 1980) ملاكم بورتوريكي معتزل مولود في أمريكا، استمرت مسيرته الإحترافية من عام 2001 إلى 2017. حاز على العديد من البطولات العالمية، وهو أول ملاكم بورتوريكي يفوز بألقاب عالمية في أربع فئات وزن مختلفة بدايةً من الوزن ما قبل الوسط (63.5 كيلوغرام)  إلى الوزن المتوسط (72.5 كيلوغرام). في 2007 و2009، صُنف بأعلى تصنيف في مسيرته المهنية كسابع أفضل ملاكم في العالم في جميع فئات الوزن من قبل مجلة ذا رينغ The Ring Magazineالمرموقة. بدأ كوتو مسيرته كملاكم هجومي يضغط على خصومه باستمرار، وتطور عبر السنين إلى ملاكم حذر دفاعي-هجومي بانتقاله إلى فئات الوزن الأعلى.
مَثَّل كوتو موطنه بورتوريكو كملاكم هاوٍ في وزني الخفيف (61 كيلوغرام) وما قبل الوسط (63.5 كيلوغرام) في العديد من المحافل الدولية، ضمنها بطولة عام 1999 للقارة الأمريكية، وأولمبياد عام 2000، وبطولة عام 1998 لليافعين، حيث حاز في هذه الأخيرة على الميدالية الفضية. بعد أن بدأ كوتو مسيرته الإحترافية في الملاكمة سنة 2001، هَزم كيلسون بينتو ليفوز بلقب منظمة الملاكمة العالمية World Boxing Organization (WBO) عام 2004. دافع عن ذلك اللقب 6 مرات قبل أن يُشغِره بالإنتقال إلى فئة وزن أعلى. في نزاله الأول في الوزن الوسط في عام 2006، هزم كوتو الملاكم الكوبي كارلوس كينتانا ليفوز بلقب الرابطة العالمية للملاكمة World Boxing Association (WBA) الشاغر. دافع عن ذلك اللقب 4 مرات قبل أن يُهزَم لأول مرة في مسيرته الإحترافية من قبل المكسيكي آنتونيو مارغاريتو عام 2008. في السنة التالية، فاز كوتو بلقب المنظمة العالمية للملاكمة WBO الشاغر ودافع عنه مره واحدة قبل أن يخسره للملاكم الفلبيني ماني باكياو في نفس السنة.
في عام 2010، انتقل كوتو إلى فئة الوزن ما قبل المتوسط وفاز بلقب الرابطة العالمية للملاكمة WBA الذي كان يحمله الملاكم الإسرائيلي يوري فورمان. وبعد أن تم ترفيعه للقب بطل الرابطة العالمية للملاكمة «الخارق» في 2011، فاز كوتو في نزال الإعادة ضد آنتونيو مارغاريتو. خسر لقبه الرابطة العالمية للملاكمة الخارق عام 2012 للملاكم الأمريكي الشهير فلويد مايوذر في نزال كان من أكثر النزالات المترقبة في تاريخ الملاكمة المعاصر والحديث. كانت تلك سنةً عسيرة على كوتو فقد انتهت بهزيمة غير متوقعة على يد الملاكم أوستن تراوت. بعد سنتين، هزم كوتو الملاكم سيرجيو مارتينز ليفوز بالألقاب الموحدة للوزن المتوسط: لقب مجلس الملاكمة العالمية ولقب ذا رينغ واللقب الخطي للوزن. بهذا الإنجاز، أصبح كوتو أول ملاكم بورتوريكي يفوز بألقاب عالمية في 4 فئات وزن مختلفة. في عام 2015، دافع عن ألقابه مرةً واحدة قبل أن يخسرهم للملاكم المكسيكي لكانيلو آلفاريز. بعد أكثر من سنة بدون نزالات، عاد كوتو عام 2017 وفاز بلقب الـمنظمة العالمية للملاكمة للوزن الوسط، ولكن خسر اللقب في آخر نزال له ضد الملاكم الأمريكي من أصول يمنية صدام علي.

## السنوات الأولى ومسيرة الملاكمة في صفوف الهواة
وُلِدَ كوتو في ولاية رود آيلاند في الولايات المتحدة الأمريكية لأبوين بورتوريكيين، وانتقل وعائلته لمدينة كاغاس في بورتوريكو عندما كان عمره سنتين. في عائلة كوتو الكثير من الملاكمين منهم والده الراحل ميغيل كوتو الأب، وأخوه خوسيه ميغيل كوتو وقريبه من الدرجة الثانية آبنير كوتو، وعمه ومدربه السابق إيفانجليستا كوتو. بدأ كوتو الملاكمة كطفل لتخسيس وزنه، ولم يكن يتوقع أن ينتهي المطاف بالملاكمة كمسيرةٍ إحترافية له. كان يتدرب في نادي بايروا في مدينة كاغاس. واستطاع أن يتطور ليصبح من أفضل الملاكمين الهواة. شارك كوتو الشاب في العديد من الدوريات الدولية منها:
·      البطولة العالمية لليافعين عام 1999 في بوينوس آيريس الأرجنتين، حاز على المركز الثاني في فئة الوزن الخفيف.
·      بطولة القارة الأمريكية في مدينة وينابيغ في كندا، خاضَ نزالاً واحدًا وخسر لدانا لافرامبويس.
·      بطولة الملاكمة العالمية في هيوستن تكساس، خاضَ نزالاً واحدًا خسره لروبيرتاس نوميكاس.
·      الألعاب الأولمبية عام 2000، خسر للملاكم الأوزبكي محمدقدير آبليف
بعد هزيمته على يد آبليف، قرر كوتو أن يدخل عالم الإحتراف في الملاكمة بسجل هواة 125 انتصار مقابل 23 هزيمة.

## المسيرة الإحترافية

### البدايات
في بدايات مسيرته الإحترافية، هَزَمَ كوتو المنافس السابق للقب العالم جون براون بقرار القضاة بعد 10 جولات. كان كوتو المتقدم بالنتيجة طوال النزال وأسقط خصمه في الجولة الثانية. سجل القضاة النزال 100-89، 100-89 و100-88 لصالح كوتو.
عام 2001، أصاب عانى كوتو في إصابة خطرة هددت مسيرته الإحترافية الصغيرة. بينما كان يقود سيارته ذاهبًا إلى النادي الرياضي في الساعات الأولى من الفجر، غط في النوم واصطدم بالسيارة، مما نتج عن كسر يده وإدخاله المستشفى.
في 13 سبتمبر 2003، هزم كوتو الملاكم ديميتريو سيبالوس بالضربة القاضية في الجولة السابعة في مدينة لاس فيغاس في الولايات المتحدة الأمريكية. سبب كوتو لخصمه إصابة في ذلك النزال بالعديد من اللكمات المجتمعة في الجولة السادسة، وكان يغير وقفته من الوقفة العادية إلى وقفة الملاكم الأعسر باستمرار. في الجولة السابعة، تألق كوتو بأسلوبه العنيف مما أجبر حكم النزال على إيقاف النزال بـ 32 ثانية متبقية في الجولة. تم تصنيفه كأفضل ملاكم في وزنه من قبل الرابطة العالمية للملاكمة.
النزال الأول لكوتو عام 2004 كان انتصارًا بالضربة القاضية في الجولة الرابعة ضد منافس سابق لبطولة العالم فيكتوريانو سوسا. خاض كوتو هذا النزال بعد أسبوعٍ مليئٍ بالأحداث، حيث اضطر كوتو للإنتظار أربع ساعات في المطار بعد أن هبطت رحلته الساعة 2 فجرًا، وكاد كوتو أن يُطرد من مبنى النزال من قبل رجال الأمن لأنهم ظنوه طفلاً غير مصاحب من شخص راشد.
في 8 أبريل 2004، هَزَمَ المنافس السابق لبطولة العالم لوفمور اندو بقرار إجماع القضاة. كانت الجولات الثلاث الأولى من النزال هادئة ولم يتمكن أي الخصمين من فرض سيطرته. سيطر كوتو في الجولتين الرابعة والخامسة. فاز أندو بالجولتين السابعة والثامنة، والجولات الثلاث الأخيرة في النزال كانت متقاربة للغاية حيث سيطر الخصمين على فترات قصيرة. سجل القضاة النزال 117-111 و116-112 و115-113 لصالح كوتو.

### فئة الوزن ما قبل الوسط
في 11 سبتمبر 2004، واجه كوتو الملاكم البرازيلي كيسلون بنتو على لقب منظمة الملاكمة العالمية الشاغر للوزن ما قبل الوسط. كان هذا النزال الثالث بينهما، حيث فاز بينتو على كوتو في أول مواجهتين عندما كانا لا يزالا في صفوف الهواة. نقلت شبكة HBO النزال مباشرةً من مدينة سان خوان في بورتوريكو. في هذا النزال حافظ كوتو على وقفة دفاعية بدلاً من اسلوبه الهجومي المعتاد. خلال النزال، أسقط كوتو خصمه ثلاث مرات وفاز باللقب بالضربة القاضية في الجولة السادسة.
في 11 ديسمبر2004، نجح كوتو بالدفاع عن لقبه بهزيمة بطل العالم السابق راندل بايلي. كان هذا النزال جزءًا من أمسية كان النزال الرئيسي فيها فيتالي كليتجكو ضد داني ويليامز في مدينة لاس فيغاس الأمريكية. وُصِف أداء كوتو الممتاز على أنه نتيجة سرعة اللكمات ودقتها. أوقف الحكم النزال في الـ 1:39 دقيقة من الجولة السادسة. بعد 11 يومًا من النزال، تحديدًا في 22 ديسمبر 2004، أسمت لجنة بورتوريكو للملاكمة ميغيل كوتو كأفضل ملاكم بورتوريكي لعام 2004.

#### النزال ضد كورلي
دافع كوتو عن لقبه في 26 فبراير 2005 في مدينة بايامون في بورتوريكر ضد الملاكم ديماركس كورلي. في هذه النزال، عَرَض كوتو أداءًا هجوميًا للغاية، أكثر هجوميةً من المعتاد حيث كان يتبادل اللكمات مع خصمه في الجولة الأولى. خلال النزال تم إقصاء نقطة من كلا الملاكمّين نتيجة ضربات غير قانونية تحت الحزام. أسقط كوتو خصمه ثلاث مرات قبل أن ينهي الحكم النزال في 2:45 دقيقة من الجولة الخامسة بعد مجموعة لكمات من كوتو. احتج كورلي بأن الحكم أوقف النزال مبكرًا وصَرَحَ: «أوقف الحكم النزال مبكرًا. لو أراد إيقاف النزال، لأوقفه عندما وضعته [كوتو] في ورطة». بعد أيام من دفاعه عن اللقب ضد كورلي، أتت كوتو مصيبةً على الصعيد الشخصي حيث أُطلقَ النار على زميله وصديقه جوزيف سيرانو بعد مغادرته نادي الملاكمة. نجى سيرانو من إطلاق النار ولكنه كان في وضع حرج في المستشفى المحلي.

#### النزال ضد عبدولاييف
في 11 يناير 2005، واجه كوتو الرجل الأخير الذي هزمه في صفوف الهواة، صاحب الميدالية الأولمبية الذهبية الأوزبكي محمد آبدولايف. أقصى آبدولايف كوتو من أولبمياد 2000 في سدني من الجولة الأولى. ولكن تواجها هذه المرة في صفوف الإحتراف في مادسون سكوير غاردن بمدينة نيويورك الأمريكية. تمتع كوتو بترحيب حار من الجمهور قبل بدء النزال. كان كوتو عنيفًا من البداية ضد خصمه الذي كان يعتمد الأسلوب الدفاعي. نجح آبدولايف بصد هجمات خصمه بسبب وقفته الدفاعية في الجولتين السادسة والسابعة، مما دفع كوتو إلى التحول للوقفة الدفاعية أيضًا. في ختام الجولة الثامنة كانت عين آبدولاييف متورمة إلى حد أنها تكاد ان تكون مغلقة. في الجولة التاسعة، وبعد مجموعة لكمات دقيقة التصويب، اوقف الحكم النزال مؤقتًا ليستيشير طبيب الحلبة ليفحص عين آبدولاييف. بعد أن فحصه الطبيب، أشار عبدولاييف للحكم أنه ليس قادرًا على متابعة النزال، وهكذا يحافظ كوتو على بطولة الوزن الوسط.

#### النزال ضد توريز
وقع الدفاع الثالث لكوتو عن بطولته في الـ 24 سبتمبر 2005 في آتلانتك سيتي بولاية نيو جيرسي الأمريكية ضد الملاكم الكولمبي ريكاردو توريز. في الجولة الأولى كانت الأفضلية الهجومية لكوتو الذي سجل سقوطًا على خصمه. في الجولة الثانية وبعد تبادل اللكمات، سقط كوتو. في اللحظات الأخيرة من الجولة كان النزال متكافئ وأنهى الخصمين الجولة بإصابه لكلاهما. بدى كوتو بحالٍ أفضل من خصمه في الجولة الثالثة وبدأ بالسيطرة على النزال منذ تلك اللحظة. سيطر كوتو على الجولة الخامسة وفاز توريز بالجولة السادسة. سجل كوتو سقوطًا في الجولة السابعة وتمكن من الفوز بالضربة القاضية بلكمة خطافية يسارية أفقدت توريز وعيه.
في 4 مارس 2006، دافع كوتو عن بطولة المنظمة العالمية للملاكمة لوزن ما قبل الوسط بالضربة القاضية ضد غيانلوكا برانكو، الذي أضطر لأن ينسحب من النزال في الجولة الثامنة بسبب إصابة في الكتف. تمكن كوتو من السيطرة على النزال بسبب لكماته المستقيمة الطويلة في أمسية نزالات في بورتوريكو.

#### النزال ضد مالاناجي
نزال كوتو التالي كان ضد الملاكم الغير مهزوم وقتها باولي مالاناجي في 10 يونيو 2006 في نيويورك. جرح كوتو خصمه فوق العين اليمنى في الجولة الأولى، وأدى ذلك، حسب تصريح مالاناجي، إلى تدهور أداءه طوال النزال: «كانت هذه المرة الأولى التي أجرح في نزال، واصل الدم بالنزول على عيني،  وأزعجني الأمر طوال النزال. لم أكن أستطيع أن أرى جيدًا. كوتو ملاكم عظيم ولكنني أصبت بخيبة ظن لأنني أردت أن أفوز بالبطولة». فاز كوتو بقرار إجماع القضاة بنقاط 116-111 و 116-111 و115-112. عانى مالاناجي من شرخ في عظم عينه اليمنى وإصابة في فكه بعد النزال. نُقِلَ إلى مستشفى روزفلت بعد الإعلان عن نتيجة النزال.

### فئة الوزن الوسط

#### النزال ضد كينتانا
تخلى كوتو عن لقبه في أواخر العام 2006 وأعلن نيته عن الانتقال إلى الوزن الوسط لتحدي كارلوس كينتانا لبطولة الرابطة العالمية الملاكمة الشاغرة. وقع النزال في 2 ديسمبر 2006. هزم كوتو الملاكم كينتانا بالضربة القاضية الفنية في الجولة الخامسة. بعد أن أصاب كوتو خصمه بلكمة قوية إلى الجسد، أعلن كينتانا انسحابه قبل دق جرس الجولة السادسة. بدأت هيمنة كوتو على الوزن الوسط في 3 مارس 2007 عندما دافع عن لقبه بالضربة القاضية الفنية في الجولة الحادية عشر ضد اوكاتي اوركال. رمى مساعدوا اوركال المنشفة البيضاء معلنين انسحاب ملاكمهم لانه كان يهُزم بالنزال، وقد أقصاه منه الحكم نقطتان للضرب بالرأس، الأمر الذي جعل مساعديه يعتقدون بأن الحكم لم يكن عادلاً. في 9 يونيو 2007، دافع كوتو عن بطولته ضد زاب جوداه في ماديسون سكوير غاردن، بأداء أمام جمهورٍ كامل. شهد النزال سقوط لجودا وإقصاء نقطة لكوتو، الذي سيطر على النزال بأسلوبة الهجومي من البداية. في لحظة إيقاف النزال، كان سجل القضاة متقدمًا لكوتو 97-91. فاز كوتو بالضربة القاضية الفنية عندما أوقف الحكم النزال.

#### النزال ضد موزلي
تواجه الملاكمان ميغيل كوتو وشين موزلي في 10 نوفمبر 2007 في ماديسون سكوير غاردن. هذه الأمسية من النزالات كانت نتيجة تسوية قانونية بين مروج نزالات كوتو وهي شركة توب رانك ومروج نزالات موزلي وهي غولدون بوي. بثت شبكة HBO النزال مباشرةً. فاز كوتو بقرار إجماع القضاة.

#### النزال ضد مارغاريتو والهزيمة الأولى
ذاق كوتو طعم الهزيمة لأول مرة  كملاكم محترف في 26 يوليو 2008 في مدينة لاس فيغاس الأمريكية ضد الملاكم المكسيكي آنتونيو مارغاريتو Antonio Margarito. بادر كوتو بالهجوم في الجولات الأولى وكان سلس الحركة بالقدمين لتفادي ضربات مارغاريتو الخطرة. ولكن واصل مارغريتو الضغط على كوتو الذي بدء يتعب وينحكر في فخاخ نصبها له مارغريتو على الحبال وفي ركن الحلبة. أصيب كوتو في الجولة السابعة بعد لكمتين صاعدتين من مارغريتو أدت إلى نزيف في الأنف. واصل مارغريتو مطاردة كوتو وإلحاق الضرر به حتى الجولة العاشرة. وفي بداية الجولة الحادية عشر، سدد مارغاريتو سلسلة من اللكمات الخطرة التي أدت لمحاصرة كوتو على الحبال وهو ينزف بشدة. أصيب كوتو بعدها بمجموعة لكمات أخرى أجبرته على أن ينزل ركبته على بساط الحلبة ليسجل إسقاط لصالح مارغاريتو. تمكن كوتو من النهوض والمواصلة ولكن عمه إيفانجليستا كوتو Evangelista Cotto رمى المنشفة البيضاء معلنًا الإستسلام بعد أن سقط كوتو على البساط في ركن الحلبة. في وقت الإيقاف، كان اثنين من القضاة يعطون التقدم لمارغريتو (96-94) والقاضي الثالث كان يحسب النزال كتعادل.
بعد هذا النزال، بدأت الشكوك بالمساورة حول مارغريتو الذي كان في موضع شك الغش في نزاله ضد كوتو بعد أن أكُتشِفَ استخدامه لرباط يد غير قانوني في نزاله التالي ضد شاين موزلي Shane Mosley.

#### النزال ضد جيننغز
عاد كوتو إلى الأضواء في 21 فبراير 2009، في أمسية نزالات في ماديسون سكوير غاردن Madison Square Garden، وظهر على جسده أول سلسلة من أوشامه المميزة التي توسعت لاحقًا. هذه المرة كان خصم كوتو هو مايكل جيننغز Michael Jennings لبطولة المنظمة العالمية للملاكمة WBO للوزن الوسط الشاغرة. تمكن كوتو من اسقاط خصمه مرتين في الجولة الرابعة ولكن استطاع جيننغز النهوض والمتابعة، ولكن كوتو أسقطه مرة ثالثة في الجولة الخامسة حين قرر السيد الحكم إيقاف النزال. كوفئ كوتو بالفوز بالضربة القاضية الفنية وفاز ببطولته الثانية في وزن الوسط.
في 8 أبريل 2009، قام كوتو بطرد عمه إيفانجليستا من فريق عمله بعد جدالٍ حاد سبب أضرارًا بممتلكات كوتو. ولكن لم يتبع أي من الطرفين سبل قانونية لفض النزاع. بعد تلك الحادثة، عين كوتو جو سانتياغو Joe Santiago كمدربه الجديد بعد أن كان أخصائي التغذية في فريقه.

#### النزال ضد كلوتي
في مؤتمر صحفي رسمي في 14 أبريل 2009 في مدينة نيويورك الأمريكية، تم إعلان نزال كوتو ليدافع عن لقبه ضد الملاكم الغاني جوشوا كلوتي Joshua Clottey. ملئ المتفرجون المدرجات لهذا النزال في ماديسون سكوير غاردن Madison Square Garden بعدد 17,734 شخصًا. في الجولة الأولى، أسقط كوتو خصمه بلكمة أمامية. في الجولة الثالثة أدى تصادم الرؤوس إلى جرح كوتو بشدة فوق حاجبه الأيسر. بالرغم من النزيف الشديد، تمكن كوتو من السيطرة على مجريات النزال. انتهت الجولة الإثنا عشر للنزال وكان قرار القضاة منقسم بـ 115-112 و116-111 لصالح كوتو و114-113 لصالح كلوتي. أبدى كلوتي استيائه بعد إعلان قرار القضاة، ولكن مروج النزالات بوب آرم Bob Arum حاول التخفيف عنه.

#### النزال ضد باكياو
بعد نزال كوتو ضد كلوتي مباشرةً، بدأت المفاوضات للسعي وراء نزال ضد ماني باكياو Manny Pacquiao (وقتها صاحب الـ 49 انتصار و3 هزائم وتعادلين بـ 38 ضربة قاضية). أبدى مروج النزالات بوب آرم اهتمامه بهذه النزال حتى قبل أن يقوم باكياو بهزيمة ريكي هاتون Ricky Hatton. وبعد هذا الإنتصار الأخير، أبدى باكياو رغبته بمنافسة كوتو. كان النزال بدايةً في الوزن الوسط (147 رطل أو 66.7 كيلوغرام)، ولكن تنازل فريق كوتو على أن يكون النزال في فئة وزن استثنائية بـ 145 رطل (65.8 كيلوغرام) وذلك لأن باكياو أصغر حجمًا من كوتو. كذلك تنازل فريق كوتو عن الحصة الأكبر من الأرباح حيث تم الاتفاق على توزيع الأرباح بـ 65% لباكياو مقارنةً بـ 35% لكوتو.
في 14 نوفمبر 2009، بدأ النزال أمام مدرجات ممتلئة بـ 16,200 متفرج في إم جي إم غراند MGM Grand بمدينة لاس فيغاس الأمريكية. انتصر باكياو على كوتو بالضربة القاضية الفنية في الجولة الثانية عشر، وافتك منه بطولة المنظمة العالمية للملاكمة WBO للوزن الوسط. بهذا الإنتصار، دخل باكياو التاريخ كأول ملاكم يفوز بألقاب عالمية في 7 فئات أوزان مختلفة في تاريخ الملاكمة. اشترى النزال 1.2 مليون شخص وبـ70 مليون دولار في المبيعات المحلية، حيث كان هذه النزال الأكثر متابعةً في عام 2009. حصل باكياو من النزال على حوالي 22 مليون دولار أمريكي بينما حصل كوتو على حوالي 12 مليون دولار أمريكي. حقق النزال مبيعات في المدرجات تقدر بقرابة 9 ملايين دولار أمريكي من 15,930 متفرج.

### الوزن ما قبل المتوسط

#### النزال ضد فورمان
بعد نزال باكياو، انتقل كوتو إلى فئة الوزن ما قبل المتوسط. في 5 يونيو 2010، نازل الملاكم الإسرائيلي الغير مهزوم وحامل لقب الرابطة العالمية للملاكمة WBA لوزن ما قبل الوسط يوري فورمان Yuri Foreman في أستاد يانكي Yankee Stadium بمدينة نيويورك الأمريكية. قال بوب آرم قبل النزال، أنه لو فاز كوتو سيكون هو في صدارة المنافسين لإستعادة لقبه في الوزن الوسط من ماني باكياو في نوفمبر. صرح كوتو أنه قد يعود لوزن الوسط لو كان هنالك نزال مغري. تمكن كوتو من إسقاط خصمه في الجولة التاسعة بعد أن أصيب فورمان بتمزق في الركبة، وهكذا تُوِج كوتو كبطل الرابطة العالمية للملاكمة WBA لوزن ما قبل المتوسط وهو لقبه العالمي الرابع في ثلاث فئات وزن مختلفة.

#### النزال ضد مايورغا
في 19 يناير 2011 في مؤتمر صحفي بميدان التايمز Times Square بمدينة نيويورك الأمريكية، تعاون بوب آرم ودون كينغ لأول مرة من 5 سنين وأعلنا رسميًا أن كوتو سيدافع عن لقب الرابطة العالمية WBA لوزن ما قبل المتوسط ضد بطل العالم السابق ريكاردو مايورغا Ricardo Mayorga في إم جي إم غراند غاردن MGM Grand Garden Arena بمدينة لاس فيغاس الأمريكية في 12 مارس 2011. أمام 7,247 متفرج، هزم كوتو الملاكم مايورغا بالضربة القاضية الفنية في الجولة الثانية عشر، محافظًا بذلك على لقبه. بهذا الإنتصار، تحسن سجل كوتو في النزالات على ألقاب عالمية إلى 17 إنتصار وهزيمتان. حصل كوتو من النزال على مليون دولار أمريكي وأفادت إحصائيات اللكمات أن كوتو سدد 249 لكمة مقارنةً بـ 176 لمايورغا. بعد الإنتصار، قدم كوتو شرحًا عن كيف تمكن من الفوز: «كانت الخطة بأن لا أتورط في أساليبه الغريبة. كانت ضرباته قوية جدًا، لقد شعرت بقوة ضرباته طوال النزال.» أشار كوتو أيضًا إلى كلمات مدربه إيمانيول ستيوارد Emanuel Steward الذي قال له في الاستراحة التي سبقت الجولة الأخيرة بأنه سيتمكن من إيقاف مايورغا في الجولة الأخيرة، وهو فعلاً ما حدث.

#### نزال الإعادة ضد مارغاريتو
في 30 يوليو 2011 تم الإعلان أن كوتو سيدافع عن لقبه للمرة الثانية ضد عدوه اللدود آنتونيو مارغريتو (وقتها صاحب الـ 38 انتصار و7 هزائم بـ 27 ضربة قاضية) في نزال إعادة لنزالهما الأول الذي وقع في يوليو 2008. تم تقرير النزال لـ 3 ديسمبر 2011 في ماديسون سكوير غاردن. تم أخذ الإم جي إم غراند في الإعتبار كذلك لإستضافة النزال. في البداية، رفضت لجنة ولاية نيويورك الرياضية منح مارغاريتو رخصة للملاكمة في أكتوبر 2011. سبب الرفض لم يكن أدعاءات الغش على مارغاريتو السابقة، ولكن الضرر لعينه اليمنى في نزاله ضد الملاكم الفلبيني ماني باكياو. بعد طلب الإستئناف وجلسة إدلاء، شهد عدة أطباء عيون مرموقين على قدرة مارغاريتو لخوض النزال. كان القرار النهائي متوقع في 18 نوفمبر 2011. بدون رخصة ملاكمة، لن يستطي مارغريتو المشاركة بأي نزال في ولاية نيويورك. بعد جلسة إدلاء أخرى، وبعد أن فحص طبيب عيون من اللجنة نفسها عين مارغريتو، تراجعت اللجنة عن قرارها وقامت بمنح رخصة الملاكمة لمارغاريتو. تم بعدها الإعلان عن مدرجات ممتلئة بـ 12,239 متفرج. انتقم كوتو من هزيمته الأولى غب 2008 حيث أوقف مارغريتو بالضربة الفنية القاضية في الجولة العاشرة. تم إيقاف النزال لأن عين مارغاريتو اليمنى انسدت بالكامل. حصل كوتو على 5 ملايين دولار أمريكي من النزال، بينما حصل مارغاريتو على 2.5 مليون دولار أمريكي.

#### النزال ضد مايوذر
في 1 فبراير 2012، أعلن بطل العالم الغير مهزوم فلويد مايوذر Floyd Mayweather (41-0، 25 ض.ق.) بأنه سيتحدى ميغيل كوتو على لقب الرابطة العالمية للملاكمة «الخارق» لوزن ما قبل المتوسط في إم جي إم غراند بمدينة لاس فيغاس الأمريكية في 2 مايو 2012. كان نزال مايوذر الأخير في هذا الوزن ضد أوسكار دي لا هويا في 2007. في علمية الوزن، سجل مايوذر وزنه ب 151 رطل (68 كيلوغرام) بينما حقق كوتو الحد الأعلى للوزن 154 (70 كيلوغرام). فاز مايوذرد بالنزال بقرار إجماع القضاة وبنتيجة 117-111، 117-111 و118-110. عبر المتفرجون عن إستهجانهم بعد قراءة نتيجة النزال.

#### النزالين ضد تراوت وضد رودريغيس
في 31 أغسطس 2012، تم الإتفاق على حيثيات منافسة الملاكم الأمريكي أوستن تراوت Austin Trout ليدافع عن لقب الرابطة العالمية للملاكمة WBA للوزن ما قبل المتوسط ضد كوتو في 1 ديسمبر في ماديسون سكوير غاردين بمدينة نيويورك الأمريكية. حضر النزال 13,096 متفرج. فاز تراوت بالنزال بإجماع قرار القضاة وبفرقٍ كبير حيث كانت النتيجة 117-111 و117-111 و119-109 لصالح تراوت. أصاب تراوت خصمه كوتو بـ 238 لكمة من أصل 779 لكمة سددها (نسبة الإصابة 31%) بينما أصاب كوتو خصمه بـ 183 من أصل 628 لكمة مسددة (29%). سجل هذا النزال رقمًا قياسيًا لعدد المشاهدات على قناة شوتايم الأمريكية.
في 6 يوليو 2013، تم الإعلان أن نزال كوتو القادم سيكون ضد المنافس في الوزن ما قبل الوسط دلفين رودريغيس (28-6-3، 16 ضربة قاضية). سيكون هذا النزال أول نزال لكوتو تحت راية شركة ترويج النزالات توب رانك Top Rank منذ إنتهاء عقده عام 2011. عَيَنَ كوتو المدرب الشهير فريدي روتش Freddie Roach ليترأس فريق تدريبه. وقع النزال في 23 يوليو في مدينة أورلاندو الأمريكية وبحضور 11,912 متفرج. تألق كوتو بأداء مبهر في هذا النزال وفاز على خضمه بالضربة القاضية الفنية بعد أن أوقف السيد الحكم النزال في الجولة الثالثة. أصاب كوتو خصمه بـ 55 من أصل 110 لكمة سددت بدقة 50%. سجل هذا النزال أكبر عدد مشاهدات على قناة إتش بي أو HBO الأمريكية لعام 2013.

### الوزن المتوسط

#### النزال ضد مارتينز
في فبراير 2014، تم الإعلان أن كوتو سيتحدى حامل ألقاب المجلس العالمي للملاكمة WBC ومجلة ذا رينغ The Ring واللقب الخطي في الوزن المتوسط الملاكم الأرجنتيني سيرجيو مارتنيز Sergio Martinez (51-2-2، 28 ضربة قاضية). سيضع مارتينز هذه الألقاب الثلاثة على المحك في 7 يونيو 2014 في أول نزال له في ماديسون سكوير غاردين بمدينة نيويورك الأمريكية. كان هذا أول نزال لمارتينز منذ عامٍ كامل حيث خضع لعمليتين جراحيتين على ركبته اليمنى. أسقط كوتو خضمه مارتنيز 3 مرات في الجولة الأولى ومرة في الجولة التاسعة قبل أن ينسحب مارتينز بعدم إجابته لجرس الجولة العاشرة، وهكذا يفوز كوتو بانسحاب خصمه. حضر النزال 21,090 متفرج. وفي وقت الإيقاف كان كوتو متقدمًا حسب القضاة الثلاثة بنتيجة 90-77. وبالفوز، أصبح كوتو أول ملاكم بورتوريكي يفوز بألقاب عالمية في 4 فئات وزن مختلفة.
كانت حصة كوتو من النزال حوالي 7 ملايين دولار أمريكي بينما حصة مارتينز حوالي 1.5 مليون دولار أمريكي. إيرادات النزال كانت 20 مليون دولار أمريكي من 350,000 مشترك. كان هذا الرقم مخيب للآمال حيث كانت إتش بي أو تتوقع مبيعات تصل إلى 500,000 مشتري.

#### النزال ضد غييل
في مارس 2015، وقع كوتو عقدًا مع مروج النزالات جاي زي روك نيشن سبورتس Jay Z’s Roc Nation Sports. في أبريل تم الإعلان أن كوتو سيدافع لأول مرة عن اللقب الذي افتكه من مارتينز بعد عامٍ كامل ضد بطل العالم السابق دانييل غييل Daniel Geale (31-3، 16 ض.ق.) ذو الـ 34 عامًا وقتها. تم تحديد وقت النزال لـ 6 يونيو 2015 في باركليز سنتر Barclays Center في مدينة نيويورك الأمريكية.
عانى غييل في الوصول لوزن النزال، حيث كان له سوابق في مشاكل بإنقاص الوزن. سيطر كوتو على النزال بشكلٍ كامل في أول ثلاث جولات، ثم في الجولة الرابعة أسقط خصمه مرتين الأمر الذي حض الحكم على إيقاف النزال وإعلان كوتو منتصرًا مدافعًا عن ألقابه الثلاثة.

#### النزال ضد آلفاريز
خسر كوتو نزالاً ضد الملاكم المكسيكي الشهير ساؤول «كانيلو» آلفاريز Saul “Canelo” Alvarez في 21 نوفمبر 2015 بقرار إجماع القضاة. كان النزال متقاربًا للغاية ولكن النتيجة من القضاة لم تعكس ذلك، حيث سجلوا النزال 119-109 و118-110 و117-111 لصالح آلفاريز.

#### سحب الإعتراف من مجلس الملاكمة العالمي
في 17 نوفمبر 2015، في الأسبوع الذي سبق النزال ضد كانيلو، أعلن مجلس الملاكمة العالمي سحب لقب بطولة الوزن المتوسط من كوتو. سبب سحب الإعتراف كان «بعد عدة أسابيع من الاتصالات، وبعد محاولات عدة وحسن النية محاولين الحفاظ على النزال لبطولة المجلس العالمي للملاكمة، لم ينضبط كوتو وفريقه للوائح والقوانين، بينما امتثل كانيلو لذلك.» فبالرغم من أن كوتو لم يكن بطل العالم لمجلس الملاكمة، إلى أن كانيلو كانت له الفرصة بالفوز بالبطولة. صرح كوتو بعدها بأن السبب الحقيقي في سحب البطولة منه هي رفضه دفع رسوم التصديق على النزال، التي كانت مفرطة بحسب رأيه.

### العودة إلى وزن ما قبل المتوسط
وقعت مفاوضات من يناير 2016 لنزال بين كوتو وبطل العالم السابق في 4 فئات وزن الملاكم المكسيكي خوان مانويل ماركيز Juan Manuel Marquez. كانت موقع الإختلاف الرئيسي بين الفريقين هو رغبة ماركيز في النزال بوزن الوسط (66.5 كيلوغرام)، بينما أراد كوتو النزال في وزن استثنائي (70 كيلوغرام). في مقابلة مع إي أس بي إن ESPN صرح فريق كوتو أن المفاوضات انتهت بدون أي اتفاق في 2 أغسطس حيث رفض الفريقين عرض الآخر للوزن. كان كوتو لا زال يخطط أن يعود للحلبة في ديسمبر.

#### النزال المُلغى ضد جيمس كيركلاند
أخبرت منظمة ميغيل كوتو لترويج النزالات موقع Ringtv.com بأنه تم التوصل إلى إتفاق نهائي لعودة كوتو إلى الحلبات في 25 فبراير 2017 ضد الملاكم الأمريكي جيمس كيركلاند James Kirkland (32-2، 28 ض.ق.) في فورد سنتر في ولاية تكساس الأمريكية، على أن يبث النزال مباشرةً على شركة HBO. سيكون هذا أول نزال لكوتو منذ خسارته بإجماع قرار القضاة ضد كانيلو آلفاريز في نوفمبر 2015. سيكون هذا النزال أيضًا أول نزال ليكيركلاند منذ مايو 2015 عندما هزمه آلفاريز بالضربة القاضية. تم توقيع العقد والإتفاق على النزال لـ 13 ديسمبر 2017 لنزال في الوزن الإستثنائي 153 رطل. تم تأجيل النزال في 2 فبراير، بعد أن جُرِحَ كيركلاند في أنفه، الذي اتضح لاحقًا أنه كسر وأدى إلى إلغاء أمسية النزالات بأكملها.

#### النزال ضد كاميجي
في 20 مايو بدأ كوتو العمل مع غولدن بوي برموشون Golden Boy Promotions للتوصل لإتفاق نهائي لنزال ضد يوشيهيرو كاميجي (27-3-2، 24 ض.ق.) في 24 مايو تم الإعلان عن الإتفاق النهائي لنزال في 26 أغسطس 2017 في كارسون في ولاية كاليفورنيا الأمريكية مباشرةً على قناة اتش بي أو. سيكون هذا هو الظهور الثالث والعشرون لكوتو على تلك المنصة. تم التأكيد بأن بطولة المنظمة العالمية للملاكمة الشاغرة للوزن ما قبل المتوسط ستكون على المحك. بعد يومٍ من توقيع هذا النزال، أعلن كوتو أنه سينازل مرة أخرى في 2 ديسمبر 2017.
في عملية الوزن، سجل كوتو وزن 153.6 رطل وأعاد القول أنه سيعتزل في 31 ديسمبر 2017. أمام 7,689 متفرج في مركز ستاب هاب، هزم كوتو الملاكم الياباني كاميجي بقرار إجماع القضاة بعد 12 جولة ليفتك لقب المنظمة العالمية للملاكمة ويصبح بطل العالم للمرة السادسة. كانت نتيجة النزال 120-1080و119-109 و118-110 لصالح كوتو.

#### النزال الأخير ضد علي
في 7 أكتوبر 2017، أعلنت ESPN بأنه تم الإتفاق على حيثيات نزال كوتو الأخير ضد الملاكم الأولمبي الأمريكية من أصول يمنية، والمنافس السابق على بطولة العالم للوزن الوسط صدام علي (25-1، 14 ض.ق.) في 2 ديسمبر 2017 في نيويورك. وزن كوتو كان 151.6 رطل وهو الأخف من 8 سنين، بينما سجل صدام علي وزن 153 رطل.
في نتيجة غير متوقعة، وأمام 12,391 متفرج أغلبهم من بورتوريكو، خسر كوتو نزاله الأخير بقرار إجماع القضاة بعد 12 جولة. سجل القضاة النزال 115-113 و116-112 و115-113 كلها لصالح صدام علي الذي حاز على لقب المنظمة العالمية للملاكمة للوزن ما قبل المتوسط. صرح كوتو بعد النزال أنه مزق عضلة ذراعه اليسرى.

### الإعتزال
أبقى كوتو على وعده واعتزل بعد هزيمته على يد صدام علي. عند سؤاله عما إذا كان النزال هو الأخير له، قال كوتو «نعم إنه كذلك. أريد أن أكون سعيدًا في منزلي ومستمتعًا مع عائلتي.» ثم وجه كوتو حديثه للمتفرجين «شكرًا لكم على دعمكم لي في كل الفرص.» بعد 17 عام من المسيرة الإحترافية، إعتزل كوتو رسميًا بسجل احترافي قدره 41 إنتصار، منهم 33 إنتصار بالإيقاف، و6 هزائم.

## الحياة الشخصية
كوتو متزوج من ميليسا غوزمان  Melissa Guzmanوله منها ثلاثة أولاد هم لويسLuis، آلوندرا  Alundraوميغيل كوتو الثالث Miguel Cotto III. لدى كوتو ابنة من علاقة أخرى، التي ولدت في نوفمبر 2006.
يملك كوتو ويترأس منظمة ترويج نزالات ملاكمة تحت اسم بروموسيونيز ميغيل كوتو Promocioness Miguel Cotto التي تنظم نزلات في بورتوريكو. كذلك أسس كوتو منظمة «إل آنهيل El Angel» وهي منظمة غير ربحية تسعى للحث على النشاط البدني وأخذ إجراءات ضد السمنة للأطفال.

## سجل الملاكمة الإحترافي
| 47 نزال         | 41 انتصار | 6 هزائم |
| بالضربة القاضية | 33        | 2       |
| بقرار القضاة    | 8         | 4       |

.

## روابط خارجية
- ميغيل كوتو على موقع بوكس ريك (الإنجليزية) (registration required)
- ميغيل كوتو على موقع أوليمبيديا (الإنجليزية)